# Люпіак
Люпіа́к (фр. Lupiac) — муніципалітет у Франції, у регіоні Окситанія, у департаменті Жер, на східному заході країни в межах історичної провінції Гасконь. Населення — 310 осіб (01.01.2021).
Муніципалітет розташований на відстані близько 600 км на південь від Парижа, 105 км на захід від Тулузи, 33 км на захід від Оша.

## Історія
Станом на 1990 р. Люпіак — місто і комуна у французькому департаменті Жер та регіоні Південь-Піренеї, у комуні — 356 мешканців.
У складі регіону Південь-Піренеї муніципалітет перебував до кінця 2015 року. Від 1 січня 2016 року належить до нового об'єднаного регіону Окситанія.

## Визначні місця
У місті є музей д'Артаньяна, родинний будинок Кастельморів, де він народився близько 1611 року.

## Демографія
Динаміка населення (INSEE ):
Розподіл населення за віком та статтю (2006):
| Стать | Всього | До 15 років | 15-24 | 25-44 | 45-64 | 65-85 | Понад 85 |
| --- | ------ | ----------- | ----- | ----- | ----- | ----- | -------- |
| Чоловіки | 172    | 32          | 8     | 36    | 56    | 36    | 4        |
| Жінки | 148    | 16          | 8     | 40    | 40    | 36    | 8        |
| \| Статево-вікова піраміда \| Статево-вікова піраміда \| Статево-вікова піраміда \| \| ----------------------- \| ----------------------- \| ----------------------- \| \| Чоловіки \| Вік \| Жінки \| \| 4 \| 85 + \| 8 \| \| 4 \| 80-84 \| 12 \| \| 4 \| 75-79 \| 4 \| \| 20 \| 70-74 \| 4 \| \| 8 \| 65-69 \| 16 \| \| 20 \| 60-64 \| 8 \| \| 16 \| 55-59 \| 0 \| \| 8 \| 50-54 \| 16 \| \| 12 \| 45-49 \| 16 \| \| 4 \| 40-44 \| 20 \| \| 12 \| 35-39 \| 8 \| \| 20 \| 30-34 \| 8 \| \| 0 \| 25-29 \| 4 \| \| 0 \| 20-24 \| 0 \| \| 8 \| 15-20 \| 8 \| \| 12 \| 10-14 \| 4 \| \| 8 \| 5-9 \| 4 \| \| 12 \| 0-4 \| 8 \| |        |             |       |       |       |       |          |
| Статево-вікова піраміда |        |             |       |       |       |       |          |
| Чоловіки | Вік    | Жінки       |       |       |       |       |          |
| 4 | 85 +   | 8           |       |       |       |       |          |
| 4 | 80-84  | 12          |       |       |       |       |          |
| 4 | 75-79  | 4           |       |       |       |       |          |
| 20 | 70-74  | 4           |       |       |       |       |          |
| 8 | 65-69  | 16          |       |       |       |       |          |
| 20 | 60-64  | 8           |       |       |       |       |          |
| 16 | 55-59  | 0           |       |       |       |       |          |
| 8 | 50-54  | 16          |       |       |       |       |          |
| 12 | 45-49  | 16          |       |       |       |       |          |
| 4 | 40-44  | 20          |       |       |       |       |          |
| 12 | 35-39  | 8           |       |       |       |       |          |
| 20 | 30-34  | 8           |       |       |       |       |          |
| 0 | 25-29  | 4           |       |       |       |       |          |
| 0 | 20-24  | 0           |       |       |       |       |          |
| 8 | 15-20  | 8           |       |       |       |       |          |
| 12 | 10-14  | 4           |       |       |       |       |          |
| 8 | 5-9    | 4           |       |       |       |       |          |
| 12 | 0-4    | 8           |       |       |       |       |          |

## Економіка
2010 року серед 161 особи працездатного віку (15—64 років) 116 були активними, 45 — неактивними (показник активності 72,0%, у 1999 році було 68,0%). З 116 активних мешканців працювало 109 осіб (59 чоловіків та 50 жінок), безробітними було 7 (4 чоловіки та 3 жінки). Серед 45 неактивних 10 осіб було учнями чи студентами, 20 — пенсіонерами, 15 були неактивними з інших причин.

У 2010 році в муніципалітеті числилось 134 оподатковані домогосподарства, у яких проживали 298,0 особи, медіана доходів виносила 14 648 євро на одного особоспоживача

## Персоналії
- д'Артаньян (1611/1613 — 1673) — гасконський дворянин, військовик, мушкетер при дворі короля Франції Людовика XIV.

## Галерея зображень

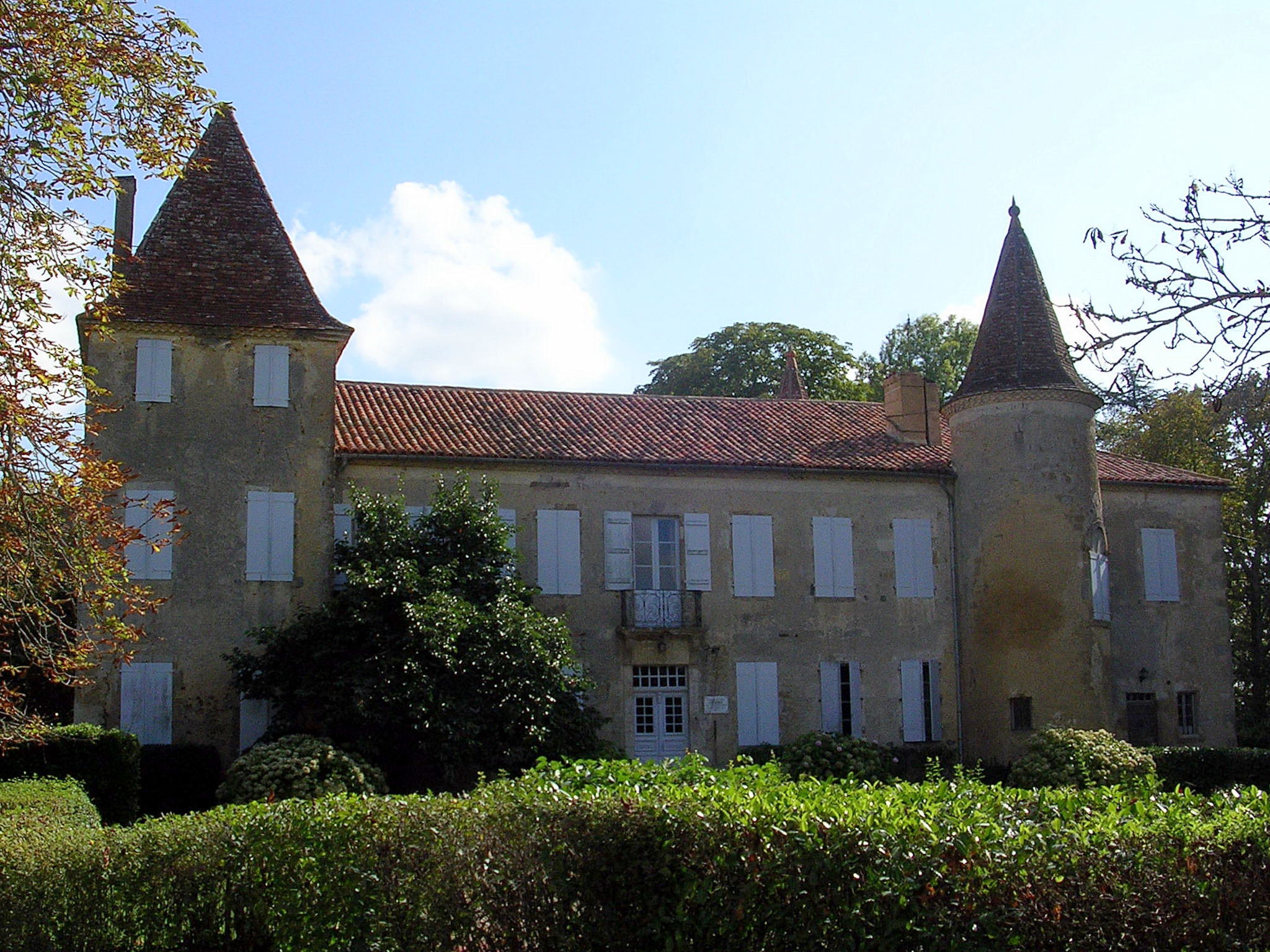
Замок Кастельморів (Château de Castelmore), де народився д'Артаньян